# Amar Ramadhin
Amar Ramadhin is een Surinaams medicus en politicus. Hij is van beroep huisarts en als arts ook lid van de medische staf van de SVB. Hij was van 2020 tot 2025 minister van Volksgezondheid.

## Biografie

### Familie en studie
Ramadhin is een zoon van de politiek analist Hardeo Ramadhin. Hij studeerde geneeskunde en rondde zijn studie af met de titel van doctorandus.

### Medicus
Hij is huisarts en werkte voor het Medisch Centrum MacDonald en de Huisartsenkliniek CuraMed. Daarnaast maakte hij deel uit van de medische staf van de Surinaamse Voetbalbond (SVB). Hij was sinds 2019 lid van het bestuur van de Vereniging van Medici in Suriname, als ondervoorzitter van de huisartsensectie.
In februari 2019 verstrekte minister Antoine Elias van Volksgezondheid een natuurgenezer een officiële erkenning. In een gesprek met het Dagblad Suriname reageerde Ramadhin dat hij liever had gezien dat er eerst goed onderzoek was gedaan of de traditionele geneeskunde veilig en effectief is. Ook riep hij de bevolking op voorzichtig te zijn met traditionele geneeskunde.

### Minister van Volksgezondheid
Ramadhin is sinds 1999 kaderlid van de Vooruitstrevende Hervormings Partij (VHP). Op 16 juli 2020 werd hij in het kabinet-Santokhi beëdigd tot minister van Volksgezondheid. Hij bleef aan als minister tot het aantreden van het nieuwe kabinet in 2025.
In november 2021 werd hij positief getest op COVID-19, terwijl hij tweemaal tegen het virus was gevaccineerd. Hij werd voor enige dagen opgenomen in het ziekenhuis.